# Дисплей

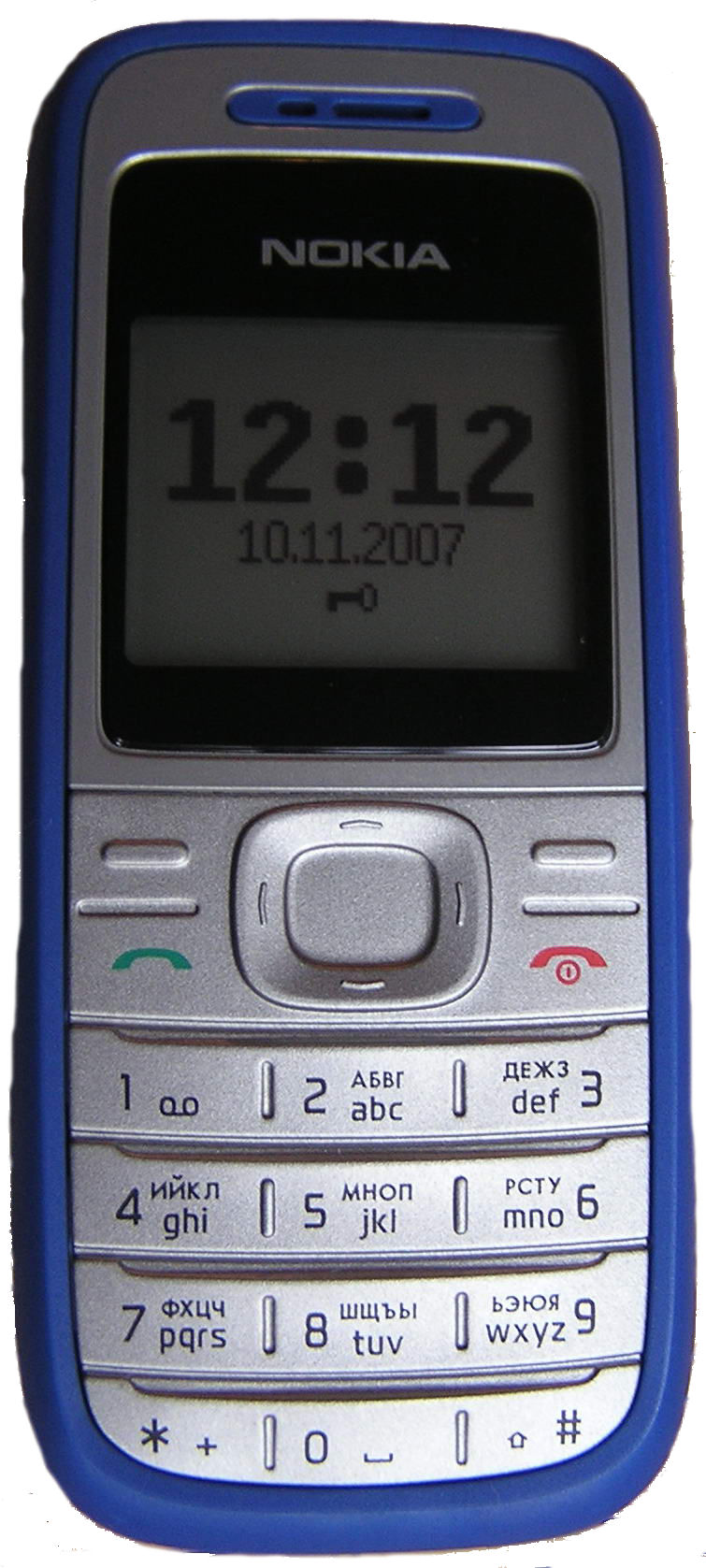
Монохромный дисплей телефона

Диспле́й (англ. display «показывать» от лат. displicare «рассеивать, разбрасывать») — электронное устройство, предназначенное для визуального отображения информации. Дисплеем в большинстве случаев можно назвать часть законченного устройства, используемую для отображения цифровой, цифро-буквенной или графической информации электронным способом.
Следует различать понятия «дисплей», как часть устройства, и монитор, который может иметь дисплеи разных типов — ЭЛТ, ЖК, плазменный и так далее. Например, мобильный телефон в своём составе имеет дисплей для отображения информации, но он же может иметь и выносной (подключаемый) монитор.

## Дисплеи и индикаторы
Некоторые дисплеи служат индикаторами. Но следует различать понятия «дисплей» и «индикатор». Индикатор — это прибор (устройство, элемент), отражающий какой-нибудь процесс, состояние наблюдаемого объекта. По ГОСТу индикаторы могут быть, например, растровыми, сегментными, стрелочными, акустическими, тактильными и так далее. Например, дисплей телевизора не служит индикатором, а звуковой индикатор не является дисплеем.
Ранее на техническом жаргоне дисплеями называли только растровые устройства (отображающие произвольную информацию из набора пикселов своей матрицы), а индикаторами — только сегментные устройства (например, семисегментный индикатор), но сейчас современные многофункциональные индикаторы также именуют дисплеями.

## Сенсорные дисплеи
В настоящее время получили распространение сенсорные дисплеи, они бывают нескольких видов:
- Резистивные.
- Проекционно-ёмкостные.
- Поверхностно-ёмкостные.
- Дисплеи на поверхностно-акустических волнах.
- Сенсорно-сканирующие.

## Применение
- в телевизорах
- в дисплеях компьютеров, ноутбуков
- в телефонах
- в калькуляторах
- в инфокиосках
- в навигаторах
- в банкоматах и платёжных терминалах
- в уличной рекламе и шоу